# Серые жабы
Серые жабы, или жабы (лат. Bufo), — род бесхвостых земноводных из семейства жаб.

## Описание
У жаб плотное телосложение и короткие лапы, что делает их относительно плохими прыгунами. Морда короткая, зрачки горизонтальные, паротиды хорошо развиты. Зубы на челюстях отсутствуют. Наблюдается половой диморфизм: самцы обычно меньше самок и обладают так называемым органом Биддера — рудиментарными яичниками. Кожа сухая, толстая и покрыта бородавками.
От других жаб отличаются преимущественно серой или коричневой окраской, отсутствием продольной полосы вдоль хребта у большинства взрослых, а также отсутствием у самцов резонаторов и продольной кожной складки на внутреннем крае предплюсны.

## Образ жизни
Живут преимущественно на земле и активны в сумеречное и ночное время, прячась в течение дня. Встречаются виды, которые на протяжении всей жизни обитают вблизи одного и того же водоёма, а также виды, которые ведут «кочевой» образ жизни. У самцов последних нередко имеются большие горловые мешки, с помощью которых самцы призывают самок на больших расстояниях. При угрозе жабы могут раздувать тело.

## Размножение

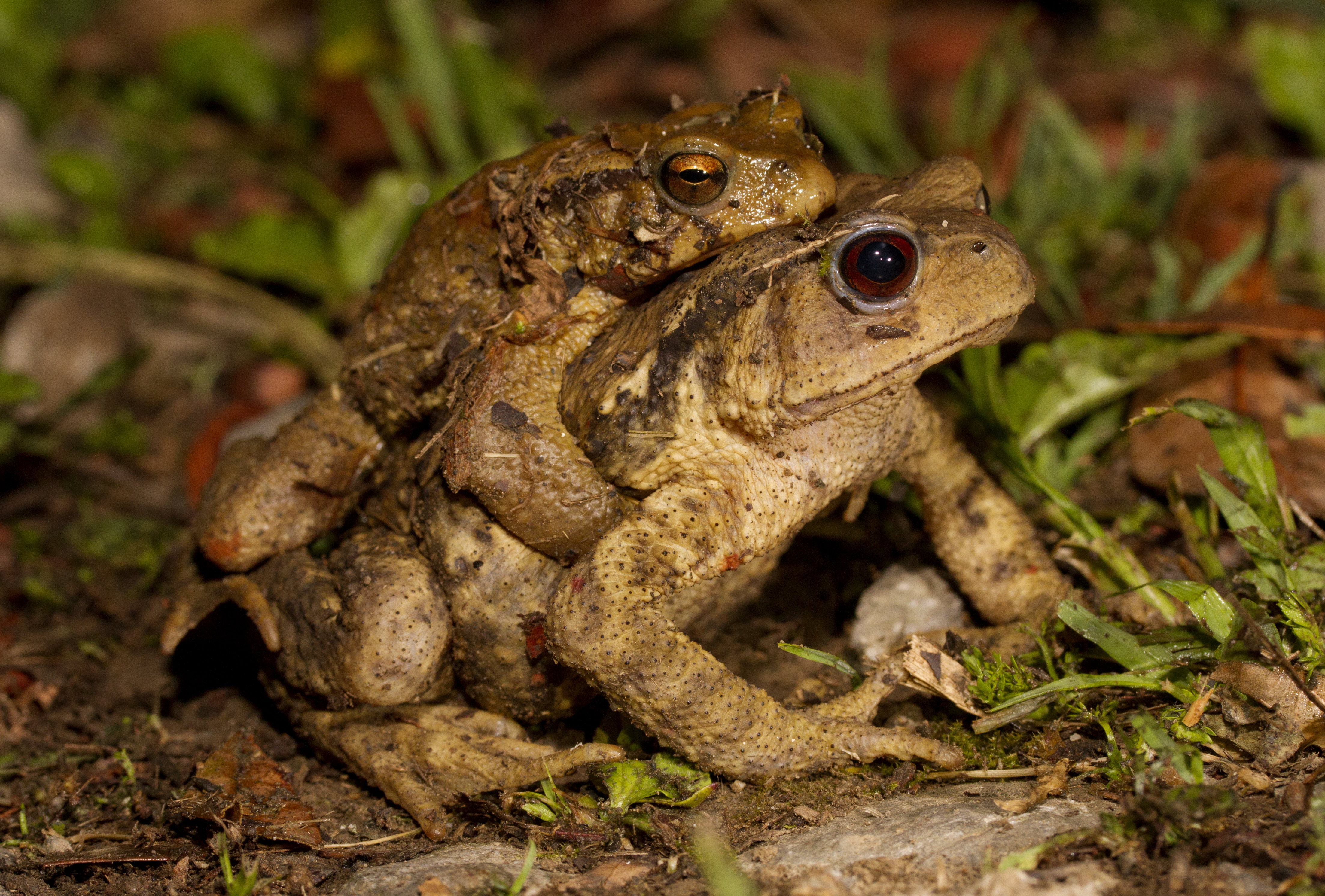
Амплексус тайваньских жаб

Это яйцекладущие земноводные. В брачный период у самцов развиваются брачные мозоли. Спаривание происходит посредством амплексуса. Икра откладывается в воду и имеет форму длинных тонких шнуров.

## Распространение
Распространены в умеренной зоне Евразии, Японии и Северной Африке. Южная граница ареала проходит по Ближнему Востоку, северо-восточной и западной Мьянме, Китаю и северному Вьетнаму.

## Токсичность
Паротиды и бородавки большинства, если не всех, жаб выделяют ядовитый секрет, защищающий их от естественных врагов и кожных паразитов. Яд содержит алкалоид буфотенин, являющийся галлюциногеном. Через кожу человека, при отсутствии ран и порезов, яд не проникает, но после контакта с жабами обязательно надо мыть руки.

## Классификация
По данным сайта Amphibian Species of the World на январь 2025 года в род включают 26 видов:
- Bufo ailaoanus Kou, 1984 — юньнаньская жаба
- Bufo andrewsi Schmidt, 1925
- Bufo aspinius (Rao & Yang, 1994)
- Bufo bankorensis Barbour, 1908 — тайваньская жаба
- Bufo bufo (Linnaeus, 1758) — серая жаба, или обыкновенная жаба, или коровница
- Bufo cryptotympanicus Liu & Hu, 1962 — скрытоухая жаба
- Bufo eichwaldi Litvinchuk et al., 2008 — талышская жаба
- Bufo exiguus Qi, Lyu, Song, Wei, Zhong & Wang, 2023
- Bufo formosus Boulenger, 1883
- Bufo gargarizans Cantor, 1842 — дальневосточная жаба
- Bufo luchunnicus (Yang and Rao, 2008)
- Bufo menglianus (Yang, 2008)
- Bufo minshanicus Stejneger, 1926
- Bufo pageoti Bouret, 1937 — тонкинская жаба, или бирманская жаба
- Bufo praetextatus Boie, 1826
- Bufo rubroventromaculatus Orlov, Ananjeva, Ermakov, Lukonina, Ninh & Nguyen, 2024
- Bufo sachalinensis Nikolskii, 1905
- Bufo spinosus Zarevskij, 1926
- Bufo stejnegeri Schmidt, 1931 — жаба Стайнегера
- Bufo tibetanus Zarevskij, 1926
- Bufo torrenticola Matsui, 1976 — речная жаба
- Bufo tuberculatus Zarevskij, 1926
- Bufo tuberospinius (Yang, Liu & Rao, 1996)
- Bufo verrucosissimus (Pallas, 1814) — кавказская жаба, или колхидская жаба
- Bufo yongdeensis (Rao, Liu, Ma, and Zhu, 2022 "2020")
- Bufo yunlingensis Rao, Hui, Zhu, and Ma, 2022 "2020"